# گرتا وارطانیان
گرتا وارطانیان (انگلیسی: Greta Vardanyan؛ زادهٔ ۲۰ فوریهٔ ۱۹۸۶) ورزشکار رشته‌های پاورلیفتینگ و اسکی آلپاین اهل ارمنستان است. وی در چهار دوره در ترکیب ارمنستان در بازی‌های پارالمپیک، (یک پارالمپیک زمستانی و سه پارالمپیک تابستانی) شرکت کرده‌است. وی پرچم‌دار تیم ارمنستان در بازی‌های پارالمپیک تابستانی بوده‌است.

## زندگی‌نامه
وی با نام اصلی گرتا خندزرتسیان (Greta Khndzrtsyan) در روز ۲۰ فوریه ۱۹۸۶ به دنیا آمد. در جریان زمین‌لرزه ۱۹۸۸ ارمنستان، زمانی که تنها دو سال سن داشت، مجروح شد و در نتیجه هر دو پایش از زانو قطع شد.